# Stage Power
A Stage Power egy dupla album a P. Mobil együttestől, amely 1993-ban jelent meg a Hungaroton gondozásában, dupla CD, illetve dupla kazetta (MC) formájában.
Nem tartalmaz új számokat, hanem az első három nagylemez dalai kerültek fel rá, értelemszerűen a digitális hanghordozón történő kiadáshoz szükséges technikai korszerűsítéssel. Érdekesség, hogy ezek a dalok nem az eredeti sorrendjükben kerültek fel, illetve néhány változtatás is volt az eredeti kiadványokhoz képest. Az első a Honfoglalás-szvit "Új haza" című dala: ezt a lemezgyár utasítására annak idején Vikidál Gyula énekével kellett rögzíteni és kiadni – felvették ugyanakkor Tunyogi Péterrel is, és erre a kiadásra már ez került fel. A "Pokolba tartó vonat" végéről pedig levágták a dobszólót. A dalok címénél is történt változás: korábban a "Lőj rám" mint "Billy, a kölyök", a "Piros, metál, zöld" pedig "Nem érhet baj" címen szerepelhetett csak, ezek visszakapták eredeti címüket.

## Dallista

### CD1
1. Rocktóber
2. Varjúdal
3. Szép volt
4. Az óra körbejárt
5. Hányas a kabát
6. Tűzimádó
7. Pokolba tartó vonat
8. Metálmánia
9. Heavy Medál
10. Átlagember
11. Alkohol Blues
12. Rock 'n Roll
13. Aranyásó szakkör
14. Lőj rám
15. Asszonyt akarok
16. Miskolc

### CD2
1. Honfoglalás I. – Őshaza
2. Honfoglalás II. – Vándorlások
3. Honfoglalás III. – Harcok
4. Honfoglalás IV. – Vérszerződés
5. Honfoglalás V. – Új haza
6. Örökmozgó
7. Szerettél már, szamuráj?
8. Lámpagyár
9. Kétforintos dal
10. Mobilizmo
11. Pléhkrisztus
12. A Főnix éjszakája
13. Oh Yeah
14. Piros, metál, zöld
15. Menj tovább
16. Utolsó cigaretta